# 87 Силвија
87 Силвија (енгл. 87 Sylvia) је астероид са пречником од приближно 260,94 km.
Афел астероида је на удаљености од 3,768 астрономских јединица (АЈ) од Сунца, а перихел на 3,202 АЈ.
Ексцентрицитет орбите износи 0,081, инклинација (нагиб) орбите у односу на раван еклиптике 10,858 степени, а орбитални период износи 2376,568 дана (6,506 година).
Апсолутна магнитуда астероида је 6,94 а геометријски албедо 0,043.
Астероид је откривен 16. маја 1866. године. 87 Силвија је позната као први астероид за који је откривено да има више од једног природног сателита. Названи су Ромул и Рем, по митским оснивачима Рима. Ромул је пречника око 18 км, Рем око 8 км.